# 紅翼棘鰍
紅翼棘鰍（學名：A. rubidipinnis），為輻鰭魚綱鯉形目條鳅科的其中一個種，分布亞洲緬甸伊洛瓦底江流域，本魚體延長呈圓柱狀，眼大，口亞下位，具觸鬚3對，頭部具有深褐色不規則的蟲紋，從鰓蓋至尾柄處具有數個深褐色的鞍狀斑及不規則斑紋，身體為橄欖綠，魚鰭為紅褐色，背鰭及尾鰭具有排列整齊的點狀斑紋，背鰭軟條18-19枚;臀鰭軟條8枚，體長可達10公分，棲息在溪流底層水域，生活習性不明。

## 扩展阅读
維基物種上的相關：紅翼棘鰍